# Svanatjärnen (Laxsjö socken, Jämtland)
Svanatjärnen är en sjö i Krokoms kommun i Jämtland och ingår i Indalsälvens huvudavrinningsområde.